# گولاگ
اداره کل اردوگاه‌های کار و اصلاح یا مخفف گولاگ (روسی: ГУЛАГ, مخفف Гла́вное управле́ние лагере́й) نام نهادی بود که اردوگاه‌های کار اجباری در نواحی دور افتاده اتحاد جماهیر شوروی از قبیل مناطق سردسیر و یخبندان سیبری و استپ‌های قزاقستان، بیابان‌های ترکمنستان را در زمان حکومت ژوزف استالین اداره می‌کرد. محکومان سیاسی که حدود یک دهم شهروندان شوروی شامل محکومان عادی و سیاسیون در اردوگاه‌های کار اجباری به سر بردند، در زمان استالین سه چهارم افسران و همه کمونیست‌های قدیمی و یاران لنین بجز خود استالین محاکمه و به جرم خیانت اعدام شدند یا با یک درجه تخفیف محکوم به کار اجباری در گولاگ شدند در ضمن همه افراد خانواده محکومان به جرم خیانت زندانی می‌شدند، حتی کودکان و سالخوردگان را نیز شامل می‌شد. بسیاری از زندانیان از سرما، گرسنگی و خستگی جان باختند.

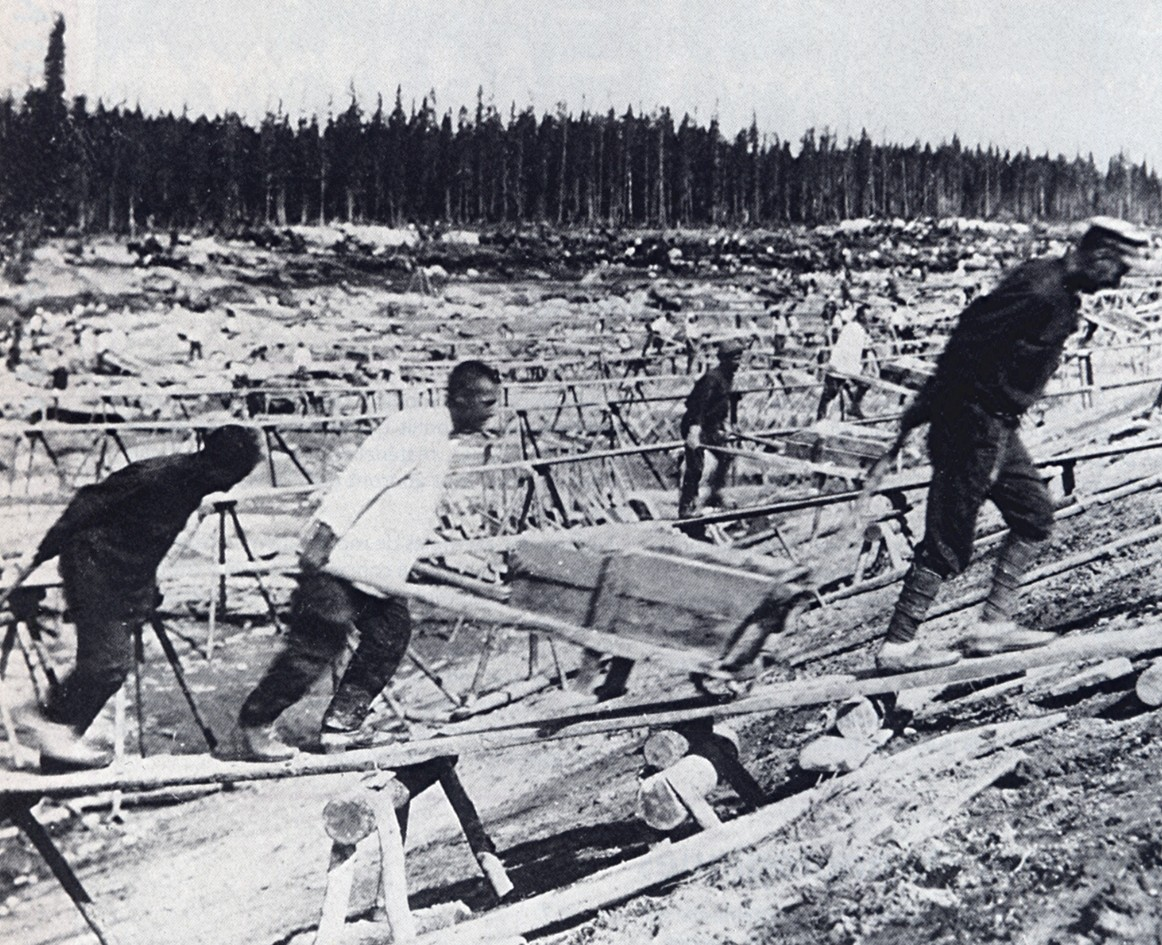
زندانیان کاراجباری مشغول ساخت کانال دریای سفید-بالتیک سال ۱۹۳۱–۱۹۳۳

## آمار
از سال ۱۹۲۹ میلادی تا ۱۹۵۳ حدود ۱۴ میلیون نفر از مردم روسیه محکوم به کار اجباری شدند که بعدها نیز حدود ۶ الی ۷ میلیون افزوده شد. ساکنان سالیانه این اردوگاه‌ها بین ۵۱۰٬۳۰۷ (سال ۱۹۳۴ میلادی) تا ۱٬۷۲۷٬۹۷۰ (سال ۱۹۵۳ میلادی) متغیر بوده‌است.
اکثر این افراد در اصل بی‌گناه بودند یا خطایی ناچیز داشتند. در آن زمان هر مخالفتی با حزب سرخ حاکمه، حکم اعدام داشت. گاه توطئه خبرچینی علیه افراد یا اخبار غلط همسایه‌ها یا حتی غیبت غیر موجه از کار یا خطای جزئی آماری در شمارش اجناس یا گفتن یک جک ضد کمونیستی حکم اعزام به گولاگ را داشت.

## افشای وجود گولاگ
در شب ۲۴ فوریه سال ۱۹۵۶ میلادی، درجلسه کنگره بیستم حزب کمونیست اتحاد جماهیر شوروی، خروشچف در یک سخنرانی محرمانه در یک گزارش چهار ساعته جنایات استالین را آشکارا محکوم نمود و وجود گولاگ‌ها را مایه شرم و نهایت بی‌رحمی خواند. پس از آن، آزادی و رجوع بازماندگان گولاگ‌ها به جامعه و موقعیت قبلی مهیا شد.

## گولاگ در سده ۲۱
اتحادیه حمایت از زندانیان سیاسی کره جنوبی در سال ۲۰۰۹ با استناد به شهادت زندانیان آزاد شده و نگهبانان، وجود گولاگ را در کره شمالی تأیید کرد. حداقل ۲۰۰ هزار زندانی سیاسی در این اردوگاه‌های کار اجباری وجود دارد.

## عملیات عمرانی
- ساخت کانال دریای سفید-بالتیک سال ‎۱۹۳۱–۱۹۳۳
- ساخت کانال بزرگ بیابان قره‌قوم ترکمنستان بطول تقریبی ۸۰۰ کیلومتر که فاز اول در سال‌های ۵۹–۱۹۵۴ به طول ۴۰۰ کیلومتر به‌دست زندانیان گولاگ اجرا گردید.
- جاده و راهسازی در باتلاق‌های تایگا و سیبری بطول ۲۰۰۰ کیلومتر
- استخراج معادن زغال‌سنگ و اورانیوم
- راه‌آهن سراسری اتحاد شوروی
- متروی مسکو
- پناهگاه‌های زیرزمینی
- تأسیس و راه اندازی کلخوزها (مزارع شوراها)

## ادبیات گولاگ
مجمع‌الجزایر گولاگ مجموعه تحقیقاتی هنری-تاریخی آلکساندر سولژنیتسین دربارهٔ اردوگاه‌های کار اجباری در ‎۱۹۱۸–۱۹۵۶ است.
چند کتاب به فارسی، از جمله کتاب اجاق سرد همسایه نوشته اتابک فتح‌الله‌زاده در مورد خاطرات زندانیان اردوگاه‌های شوروی منتشر شده است.